# مادلین مدن
مادلین مَدِن (Madeleine Madden) (زاده ۲۹ ژانویهٔ ۱۹۹۷) بازیگر استرالیایی است.

## اوایل زندگی

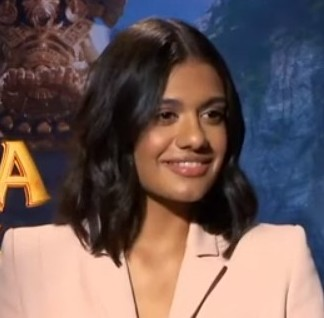
مصاحبه با بازیگران دورا و شهر گمشده طلا ۲۰۱۹

مدن در اطراف ردفرن، حومه شهر سیدنی بزرگ شد و در کالج متوسطه رز بی تحصیل کرد. دختر لی مدن (گادیگال و بوندجالونمصاحبه بازیگران دورا و شهر گمشده طلاگ) و هتی پرکینز، متصدی هنر و نویسنده، مدن در یک خانواده سیاسی بزرگ شد. او نوه هتی پرکینز بزرگتر آررنته و نوه چارلز پرکینز فعال و فوتبالیست است. عمه او ریچل پرکینز کارگردان است. او دو خواهر بزرگتر و دو خواهر ناتنی کوچکتر از جمله میاه مدن که بازیگر است دارد. پدرش در سال ۲۰۰۳ در یک تصادف رانندگی درگذشت
در سال ۲۰۱۰، در سن ۱۳ سالگی، مدن اولین نوجوان استرالیایی بود که برای ملت سخنرانی کرد، در این هنگام او یک سخنرانی دو دقیقه ای در مورد آینده بومیان استرالیا ایراد کرد. این سخنرانی برای ۶ میلیون بیننده در هر شبکه تلویزیونی رایگان در استرالیا پخش شد.

### تلویزیون
مدن در اولین درام نوجوانان بومی استرالیا، Ready for This، و در Redfern Now که مورد تشویق منتقدان قرار گرفت، بازی کرد. او همچنین در فیلم‌های The Moodys , Jack Irish , My Place و The Code بازی کرده‌است. در سال ۲۰۱۶ او در مینی سریال فردا، هنگامی که جنگ آغاز شد بازی کرد که بر اساس مجموعه کتاب‌های جوان ماردن ساخته شده‌است. در سال ۲۰۱۸ او در مینی سریال Picnic at Hanging Rock , Crystal Swan در مینی سریال تلویزیونی Mystery Road و Immy DuPain در سریال Pine Gap نقش ماریون کواد را بازی کرد. او در حال حاضر در اقتباس آمازون از رمان‌های The Wheel of Time به عنوان Egwene al'Vere (اگوین) بازی می‌کند.

### فیلم
مدن در فیلم‌های کوتاهی از دبورا میلمن و مریل تانکارد بازی کرده‌است و با کریستینا ریچی و جک تامپسون در Around the Block همبازی بوده‌است. اولین کار بازیگری او در ۸ سالگی بود. او قصد دارد در آینده کارگردان شود.
زمانی که مدن ۲۱ ساله بود، اولین حضور بزرگ خود در هالیوود را در نقش سامی در فیلم نیکلودئون دورا و شهر گمشده طلا در سال ۲۰۱۹ انجام داد.

## فیلم‌شناسی

### فیلم
| سال  | عنوان                | نقش      | یادداشت      |
| ---- | -------------------- | -------- | ------------ |
| ۲۰۰۹ | رالف                 | مدی      | کوتاه        |
| ۲۰۱۱ | پروانه               | ترینی    | کوتاه        |
| ۲۰۱۲ | The Hoarders         | لیلی     | کوتاه        |
| ۲۰۱۳ | در اطراف بلوک        | ویلیمی   |              |
| ۲۰۱۴ | مرز                  | تورا     | کوتاه        |
| ۲۰۱۶ | گیمپسی               | جیز      | کوتاه        |
| ۲۰۱۸ | کویی                 | ریپلی    | کوتاه        |
| ۲۰۱۹ | دورا و شهر گمشده طلا | سامی مور |              |
| TBA  | استاد                | رزی      | در پیش تولید |

### تلویزیون
| سال     | عنوان                    | نقش           | یادداشت                      |
| ------- | ------------------------ | ------------- | ---------------------------- |
| ۲۰۰۹    | مکان من                  | لورا          | قسمت: "۲۰۰۸ لورا"            |
| ۲۰۱۲–۱۳ | حالا ردفرن               | کلوئه         | قسمت‌ها: "Stand Up", "Pokies" |
| ۲۰۱۴    | The Moodys               | لوسی          | قسمت: "روز استرالیا"         |
| ۲۰۱۴    | جک آیریش: نقطه مرده      | ماری          | فیلم تلویزیونی               |
| ۲۰۱۴    | The Code                 | شینا اسمیت    | قسمت‌ها: "۱٫۱"، "۱٫۲"         |
| ۲۰۱۵    | آماده برای این           | زوئی پرستون   | نقش اصلی (۱۳ قسمت)           |
| ۲۰۱۶    | The Weekend Shift        | لورا          | سریال تلویزیونی              |
| ۲۰۱۶    | فردا که جنگ شروع شد      | کوری مکنزی    | مینی سریال تلویزیونی         |
| ۲۰۱۷    | زندگی بالا               | هالی مک ماهون | سریال تلویزیونی              |
| ۲۰۱۷    | دکتر دکتر                | میلی          | قسمت: "تصویر بی گناهی"       |
| ۲۰۱۸    | پیک نیک در هنگینگ راک    | ماریون کواد   | مینی سریال تلویزیونی         |
| ۲۰۱۸    | جاده رمز و راز           | قو کریستال    | مینی سریال تلویزیونی         |
| ۲۰۱۸    | شکاف کاج                 | ایمی دوپین    | مینی سریال تلویزیونی         |
| ۲۰۱۸    | تایدلندز                 | ویولکا        | نقش اصلی                     |
| ۲۰۲۱    | چرخ زمان                 | اگونه الوره   | مجموعه تلویزیونی             |
| ۲۰۲۲    | Ark: The Animated Series | هلنا واکر     | نقش صدا                      |

### بازی‌های ویدیویی
| سال  | عنوان                 | نقش            | یادداشت |
| ---- | --------------------- | -------------- | ------- |
| ۲۰۲۱ | Ark: Survival Evolved | هلنا واکر/HLNA | نقش صدا |